# Christian Laettner
Christian Laettner, né le 17 août 1969 à Angola dans l'État de New York (États-Unis), est un joueur américain de basket-ball. Il évolue pendant sa carrière au poste d'ailier fort.

## Biographie

### Carrière universitaire
Il débute dans l'équipe des Blue Devils de l'Université de Duke (Durham, Caroline du Nord) avec laquelle il remporte deux titres de champion NCAA en 1991, en étant Most Outstanding Player, et en 1992 ainsi que les trophées de Naismith College Player of the Year, USBWA Men's Player of the Year Award, John R. Wooden Award et le Trophée Adolph Rupp en 1992.
Il est le seul joueur universitaire de la Dream Team au côté notamment de Michael Jordan, Magic Johnson et Larry Bird pour les Jeux olympiques de 1992.

### Carrière professionnelle
En 1992 il est drafté au 3e rang du premier tour par l'équipe des Timberwolves du Minnesota et entre dans la ligue professionnelle, la NBA.

## Clubs successifs
- 1992-1996 :  Timberwolves du Minnesota.
- 1996-1998 :  Hawks d'Atlanta.
- 1998-2000 :  Pistons de Détroit.
- 2000-2001 :  Wizards de Washington.
- 2000-2001 :  Mavericks de Dallas.
- 2001-2004 :  Wizards de Washington.
- 2004-2005 :  Heat de Miami.

Christian Laettner a mis un terme à sa carrière à la fin de la saison 2004-2005.

## Palmarès

### En club
- 2× NCAA champion (1991, 1992)

### Distinctions
- Sélectionné au NBA All-Star Game 1997.
- NBA All-Rookie First Team (1993)
- USA Basketball Male Athlete of the Year (1991)
- NCAA Final Four Most Outstanding Player (1991)
- National college player of the year (1992)
- Consensus first-team All-American (1992)
- Consensus second-team All-American (1991)
- ACC Player of the Year (1992)
- 2× ACC Athlete of the Year (1991–1992)
- Numéro 32 retiré par l'université de Duke

### Sélection nationale
- Médaille de bronze au Championnat du monde 1990.
- Médaille d'or aux Jeux olympiques d'été de 1992 de Barcelone, seul membre universitaire de la Dream Team, l'équipe nationale américaine.